# Подгорное (село, Севастополь)
Подго́рное (до 1948 года Календо; укр. Підгірне, крымскотат. Kalendo, Календо) — село в Балаклавском районе города федерального значения Севастополя, входит в Орлиновский муниципальный округ (согласно административно-территориальному делению Украины — Орлиновского сельсовета Севастопольского горсовета).

## География
Село расположено в восточной части Байдарской долины, у подножия Главной гряды Крымских гор, на речке Календа, левом притоке реки Чёрной, высота центра села над уровнем моря 292 м. Подгорное лежит в полукилометре от региональной автодороги 67Н-4 Орлиное — Колхозное (по украинской классификации — Т-2711), соседние сёла: Павловка в 2,5 км на запад и Родниковское — в 1,5 км восточнее.

## Население
| 2001 | 2011 | 2014 |
| ---- | ---- | ---- |
| 62   | ↗145 | ↘47  |

Численность населения по данным переписи населения по состоянию на 14 октября 2014 года составила 47 человек, по данным сельсовета на 2012 год — 47 человек. Площадь села — 0,21 км².
Динамика численности
| - 1805 год — 34 чел. - 1864 год — 18 чел. - 1886 год — 13 чел. - 1889 год — 85 чел. - 1892 год — 43 чел. - 1902 год — 37 чел. - 1915 год — 260/92 чел. - 1925 год — 195 чел. - 1926 год — 169 чел. - 1944 год — 229 чел. | - 1953 год — 78 чел. - 1954 год — 85 чел. - 1989 год — 69 чел. - 1998 год — 145 чел. - 2001 год — 62 чел. - 2009 год — 65 чел. - 2011 год — 145 чел. - 2012 год — 47 чел. - 2014 год — 47 чел. |

## История
Основано Календо, видимо, как и большинство селений в Байдарской долине, в начале нашей эры, потомками готов и аланов, смешавшихся с местным населением. Самое раннее обнаруженное поселение относится к VIII—X веку. В средние века Календо входило сначала в зону влияния, а затем и в состав христианского княжества Дори — Феодоро, вероятно, принадлежа феодалу крепости Исар-Кая (по мнению других историков — могло входить в состав Чембальского консульства Капитанства Готия). После захвата княжества в 1475 году Османами селение включили в Мангупского кадылыка Кефинского санджака (до 1558 года, в 1558—1774 годах — эялета) империи. Упоминается в материалах переписей Кефинского санджака 1520 года, как селение Кылынды, относящееся к Мангупу, с чисто христианским населением — 14 семей, из которых 13 полных и 1 — потерявшая мужчину-кормильца. К 1542 году демографическая ситуация почти не изменилась: 13 немусульманских семей, из которых 12 полных и 1 — «овдовевшая». Документальное упоминание селения встречается в «Османском реестре земельных владений Южного Крыма 1680-х годов», согласно которому в 1686 году (1097 год хиджры) Календи входил в Мангупский кадылык эялета Кефе. Всего упомянуто 10 землевладельцев, все мусульмане, владевших 435-ю дёнюмами земли. Жители Календе, согласно ярлыку Селим Гирея от 1765 года, за право безвозмездного пользования лесом и пастбищами во владениях султана, должны были поддерживать в порядке перевал Шайтан-Мердвень. После обретения ханством независимости по Кючук-Кайнарджийскому мирному договору 1774 года «повелительным актом» Шагин-Гирея 1775 года селение было включено в Крымское ханство в состав Бакчи-сарайского каймаканства Мангупскаго кадылыка, что зафиксировано и Камеральном Описании Крыма… 1784 года.
После присоединения Крыма к России (8) 19 апреля 1783 года, (8) 19 февраля 1784 года, именным указом Екатерины II сенату, на территории бывшего Крымского Ханства была образована Таврическая область и деревня была приписана к Симферопольскому уезду. Перед Русско-турецкой войной 1787—1791 годов производилось выселение крымских татар из прибрежных селений во внутренние районы полуострова, в ходе которого в Календа было переселено 35 человек. В конце войны, 14 августа 1791 года всем было разрешено вернуться на место прежнего жительства. После Павловских реформ, с 1796 по 1802 год, входила в Акмечетский уезд Новороссийской губернии. По новому административному делению, после создания 8 (20) октября 1802 года Таврической губернии, Календо была включена в состав Махульдурской волости Симферопольского уезда.
По Ведомости о всех селениях в Симферопольском уезде состоящих с показанием в которой волости сколько числом дворов и душ… от 9 октября 1805 года, в деревне Календе числилось 7 дворов и 34 жителя, исключительно крымских татар. На военно-топографической карте генерал-майора Мухина 1817 года деревня Календы обозначена с 6 дворами. После реформы волостного деления 1829 года Календе, согласно «Ведомости о казённых волостях Таврической губернии 1829 года», отнесли к Байдарской волости.
Именным указом Николая I от 23 марта (по старому стилю) 1838 года, 15 апреля был образован новый Ялтинский уезд и деревню передали в состав Байдарской волости Ялтинского уезда. На карте 1842 года Календия обозначен условным знаком «малая деревня», то есть, менее 5 дворов.
В 1860-х годах, после земской реформы Александра II, деревня осталась в составе преобразованной Байдарской волости. Согласно «Списку населённых мест Таврической губернии по сведениям 1864 года», составленному по результатам VIII ревизии 1864 года, Календе — казённая татарская деревня с 3 дворами, 18 жителями и мечетью при колодцах. На трёхверстовой карте Шуберта 1865—1876 года в деревне Календия обозначено 3 двора. На 1886 год в деревне Коленда при ручье Арманла, согласно справочнику «Волости и важнѣйшія селенія Европейской Россіи», проживало 13 человек в 2 домохозяйствах, действовала мечеть. По «Памятной книге Таврической губернии 1889 года», по результатам Х ревизии 1887 года, в деревне Календа числилось 19 дворов и 85 жителей. На верстовой карте 1889—1890 года в деревне Календия обозначено 8 дворов с татарским населением.
После земской реформы 1890 года деревня осталась в составе преобразованной Байдарской волости. По «Памятной книге Таврической губернии 1892 года», в деревне Календа, входившей в Байдарское сельское общество, числилось 43 жителя в 8 домохозяйствах, владевших на правах личной собственности 94 десятинами земли. По «…Памятной книжке Таврической губернии на 1902 год» в деревне Календо, входившей в Байдарское сельское общество, числилось 37 жителей в 4 домохозяйствах. По Статистическому справочнику Таврической губернии. Ч.II-я. Статистический очерк, выпуск восьмой Ялтинский уезд, 1915 год, в деревне Календо Байдарской волости Ялтинского уезда, числилось 34 двора (22 двора с землёй, 12 — безземельные) с татарским населением в количестве 260 человек приписных жителей и 92 — «посторонних», из которых 181 мужчина и 171 женщина. Жители землёй не владели, в хозяйствах имелось 21 лошадь, 18 волов, 19 коров и 200 голов овец, свиней, или коз.
После установления в Крыму Советской власти, по постановлению Крымревкома от 8 января 1921 года, была упразднена волостная система и село вошло в состав Севастопольского уезда. 21 января 1921 года на территории Севастопольского уезда был создан Балаклавский район, в который, в составе Байдарского сельсовета, вошло Календо. По одним сведениям, Байдарский район был образован в декабре 1921 года, по другим источникам — район был образован постановлением Крымского ЦИК и СНК 4 апреля 1922 года — Календо переподчинили новому району. В 1922 году уезды получили название округов. 11 октября 1923 года, согласно постановлению ВЦИК, в административное деление Крымской АССР были внесены изменения, в результате которых был создан Севастопольский район и село включили в его состав. 10 сентября 1925 года, решением собрания граждан сельсовета, был разукрупнён Байдарский сельсовет и создан Скельский, в который, с населением 195 человек, включили Календо. Время создания в собственного сельсовета пока не установлено, но, согласно Списку населённых пунктов Крымской АССР по Всесоюзной переписи 17 декабря 1926 года, в селе Колендо, центре упразднённого к 1940 году Колендского сельсовета Севастопольского района, числилось 38 дворов, из них 35 крестьянских, население составляло 169 человек, из них 168 татар и 1 украинец, действовала татарская школа I ступени (пятилетка). На основании постановления Крымского ЦИКа от 15 сентября 1930 года был вновь создан Балаклавский район, теперь как татарский национальный и Календо включили в его состав.
В 1944 году, после освобождения Крыма от фашистов, согласно Постановлению ГКО № 5859 от 11 мая 1944 года, 18 мая крымские татары были депортированы в Среднюю Азию. На май того года в селе учтено 229 жителей (45 семей), из них 227 человека крымских татар и 2 русских; было принято на учёт 36 домов спецпереселенцев. По другим данным из Календо (колхоз им. Чкалова) выселено 35 семей, осталось 4 семьи. 12 августа 1944 года было принято постановление № ГОКО-6372с «О переселении колхозников в районы Крыма», по которому из Воронежской области РСФСР в Балаклавский район планировалось переселить 6000 колхозников (конкретно в село — 39 семей) и в сентябре 1944 года в район уже прибыли 8470 человек (с 1950 года в район стали приезжать колхозники из Сумской области УССР). С 25 июня 1946 года Колендо в составе Крымской области РСФСР. Указом Президиума Верховного Совета РСФСР от 18 мая 1948 года, Колендо (Календо) переименовали в Подгорное. По состоянию на 1 января 1953 года в селе было 22 хозяйства колхозников (78 человек), в 1954 году в Подгорном числилось 26 хозяйств и 85 жителей. 26 апреля 1954 года Севастополь, в составе Крымской области, был передан из состава РСФСР в состав УССР. 24 апреля 1957 года был упразднён Балаклавский район и село было передано в состав Куйбышевского района Крымской области. Время включения в Родниковский сельсовет пока не установлено: на 15 июня 1960 года село уже числилось в его составе. Указом Президиума Верховного Совета УССР «Об укрупнении сельских районов Крымской области», от 30 декабря 1962 года
 Куйбышевский район упразднили и Подгорное передали в Бахчисарайский район. 1 января 1965 года, указом Президиума ВС УССР «О внесении изменений в административное районирование УССР — по Крымской области», Подгорное вновь передано из Бахчисарайского района в подчинение Балаклавскому. На 1968 год Подгорное подчинили Орлиновскому сельсовету. По данным переписи 1989 года в селе проживало 69 человек. С 21 марта 2014 года в составе Севастополя аннексировано Россией.